# Břestecká skála
Břestecká skála je přírodní památka ležící cca 1,5 km severozápadně od obce Břestek, okres Uherské Hradiště, která byla vyhlášena roku 2002. Tento soubor pískovcových skal se spolu s územím reliktního výskytu borovice lesní a s původní karpatskou dubohabřinou rozkládá na relativně malé ploše o výměře 4,1 ha. Přírodní památka je situována v nadmořské výšce od 280 do 400 m. Nachází se v krajině chřibského pohoří, v těsné blízkosti turisticky zajímavých míst jako je hrad Buchlov nebo PP Barborka. Velmi oblíbeným výchozím či zakončovacím bodem je hospoda "Pod skalou", nyní v rekonstrukci (2011).
Geologicky se skalní masiv vytvářel v období Alpinského vrásnění, tvoří je pískovce a slepence s Lukovskými vrstvami. Fytocenologicky je lokalita zajímavá původními dubohabřinami a reliktními karpatskými borovými lesy. Bylinné patro je ochuzeno o charakteristické rostliny, nalézají se zde ovšem zajímavé byliny, zvláště ve vrcholových částech PP, např. česnek šerý horský (Allium senescens subsp. montanum) či hvozdík kartouzek (Dianthus carthusianorum). Lokalitu je potřeba geodeticky zaměřit a provést podrobný zoologický průzkum, ale z dosud zde byl zaznamenán výskyt typicky chřibských zvířat a nebo třeba žluvy hajní (Oriolus oriolus), nebo roháče obecného (Lucanus cervus).
Lokalita nemá vážné problémy biologické povahy, pouze se místy objevuje náletový trnovník akát (Robinia pseudoacacia). Vážným problémem je ovšem turistika, která způsobuje vážnou devastaci porostu a velkou mírou přispívá k erozi. Jako managment bylo navrženo budování turistických tras a úprava lesního hospodářství (bezzásahová zóna). Skála je využívána horolezci, popsáno je 30 tras.

## Historie

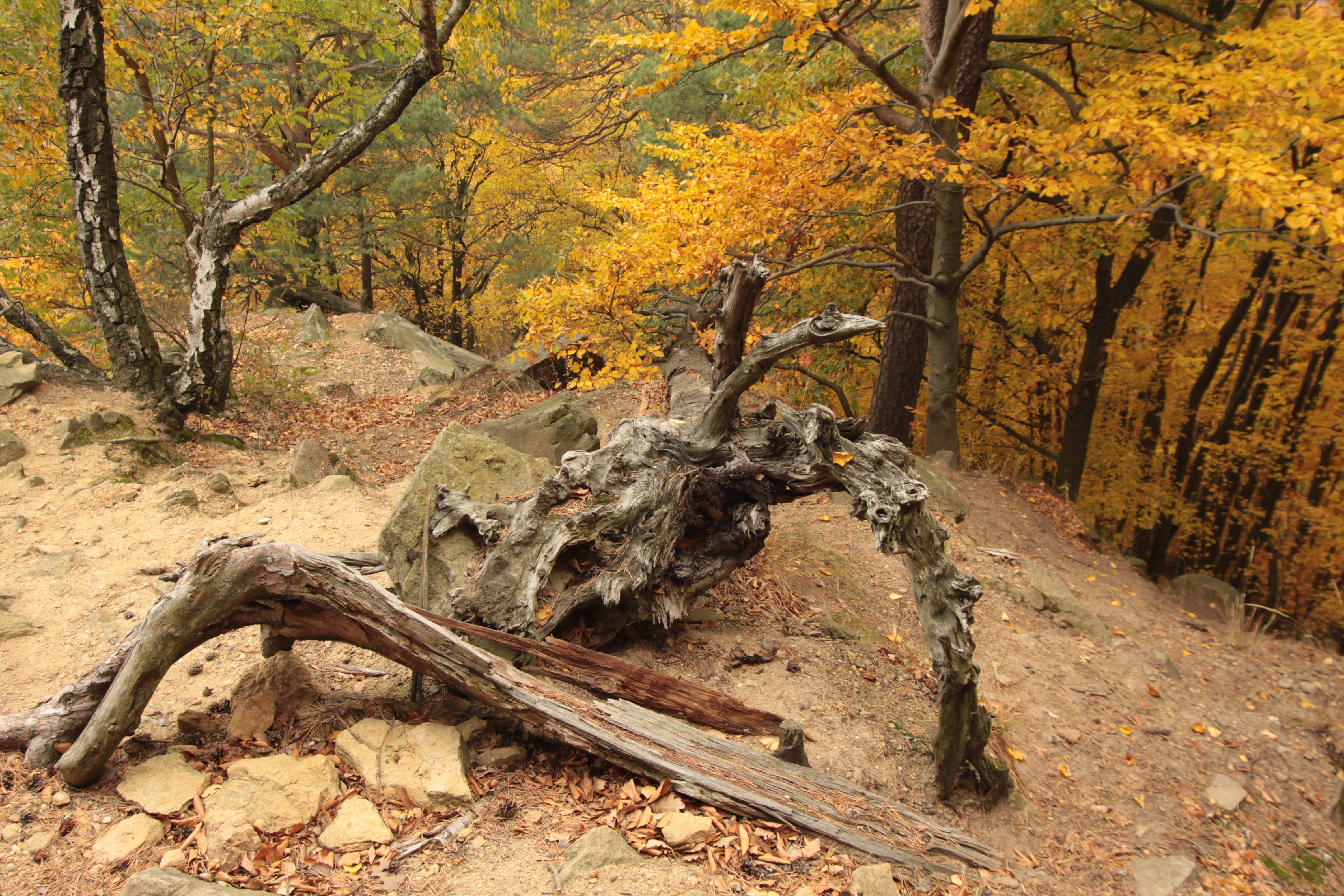
Destrukce terénu turismem

Obydlenost oblasti Chřibů je doložena od dob paleolitu, odkud pochází nalezený pro něj typický pěstní klín, dalším důkazem může být neolitické sídliště. V té době zde probíhala veskrze lovecká či sběračská činnost. Dále zde jsou v okolí naleziště z doby Velké Moravy a další rozmach jistě nastal v polovině třináctého století, kdy byl založen hrad Buchlov. Chřibské lesy byly v té době užívány hlavně pro lov a těžbu dřeva. Tato činnost se odehrávala i v okolí Břestecké skály.

## Přírodní poměry

### Geologie
Břestecká skála je zakončením většího skalnatého útvaru, který je znám pod jménem Komínky. Nadloží je tvořeno pískovci a slepenci; při podrobnějším členění se Břestecká skála skládá z hornin vzniklých při Alpinském vrásnění, tzv. flyšové pásmo leží na styku dvou tektonických celků, čímž došlo k zániku paleooceánu Tethys. Ve flyšovém pásmu existují dvě základní jednotky a to Vnější (menilito–krosněnská) skupina příkrovů a Vnitřní magurská skupina příkrovů, kam spadá tato lokalita. Ta vznikla ve svrchní křídě a opět se dělí na tři samostatné jednotky, přičemž Břestecká skála patří do Račanské jednotky. Tato jednotka je plošně nejrozsáhlejší a je charakteristická proměnlivými sedimenty. Skládá se z pruhů tzv. Soláňských vrstev. Podrobnější informace viz Západní Karpaty.

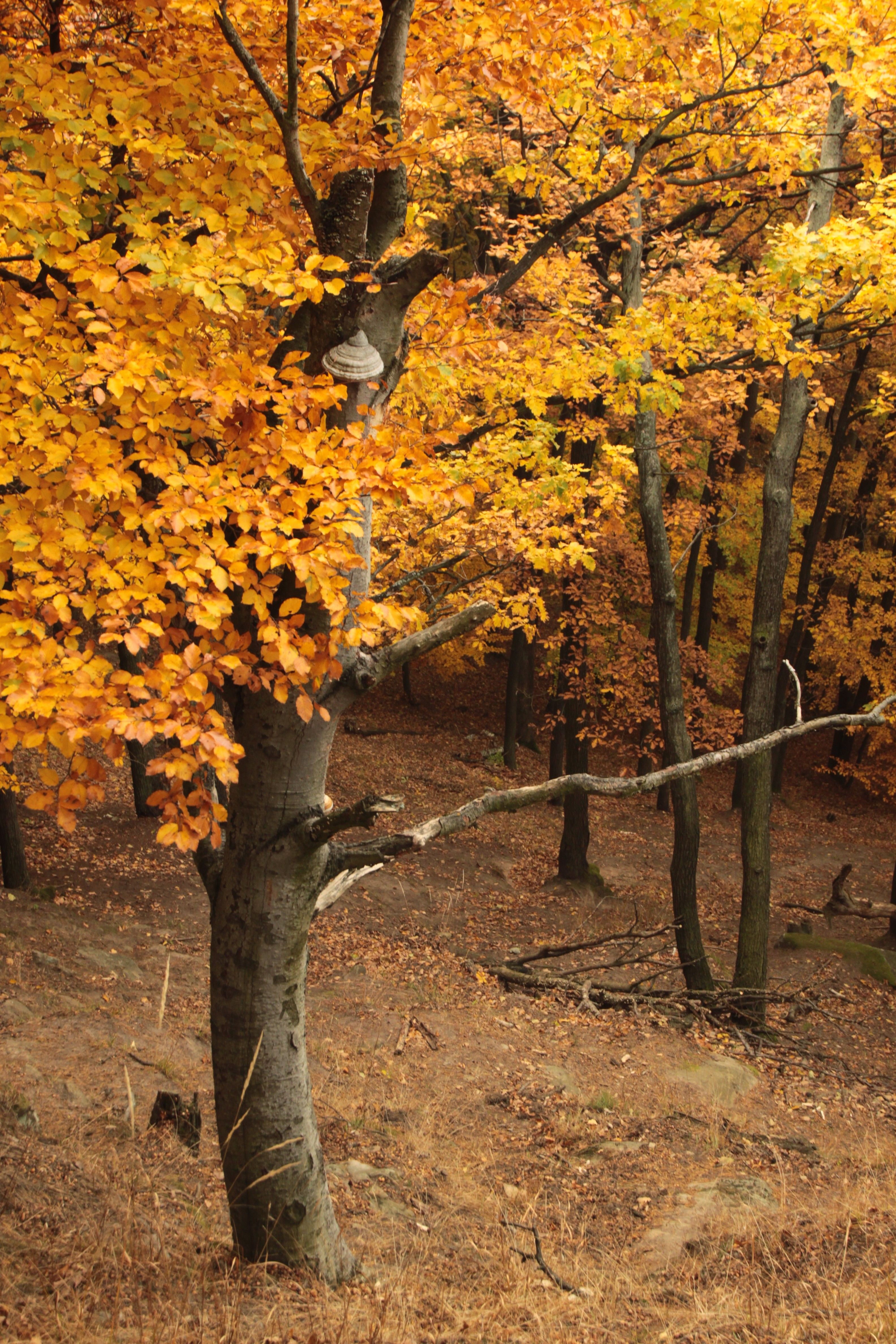
Ukázka typického dubohabrového lesa

Pískovcový hřeben na vrcholu se rozděluje na tři části pojmenované Plotna, Hlavní kámen a Východní věž a nachází se zde puklinová jeskyni, která vznikla zvětráváním. Skály jsou vymývány podzemní vodou. Vyvinula se zde typická kambizem.

### Flóra
Převážná většina lesa se dá charakterizovat jako Carici pilosae-Carpinetum, neboli karpatská dubohabřina ochuzená o charakteristické druhy. V bylinném patře je zde nejrozsáhlejší porost lipnice hajní (Poa nemoralis) a strdivky jednokvěté (Melica uniflora). Mezi dřevinami se tu vyskytuje dub zimní (Quercus petraea) habr obecný (Carpinus betulus). Dále se v nižších počtech vyskytují vzácně dříny (Cornus mas) a buk lesní (Fagus sylvatica). Na úpatí lze nalézt smrk ztepilý (Picea abies), nebo po zmlazené přítomné třešně. Na severní straně se kromě zde běžných druhů vyskytuje modřín opadavý (Larix decidua). Ve vrcholové části, kde se nachází také skála, roste borovice lesní (Pinus sylvestris), vrba jíva (Salix caprea), jeřáb břek (Sorbus torminalis), nebo invazní trnovník akát (Robinia pseudoacacia).

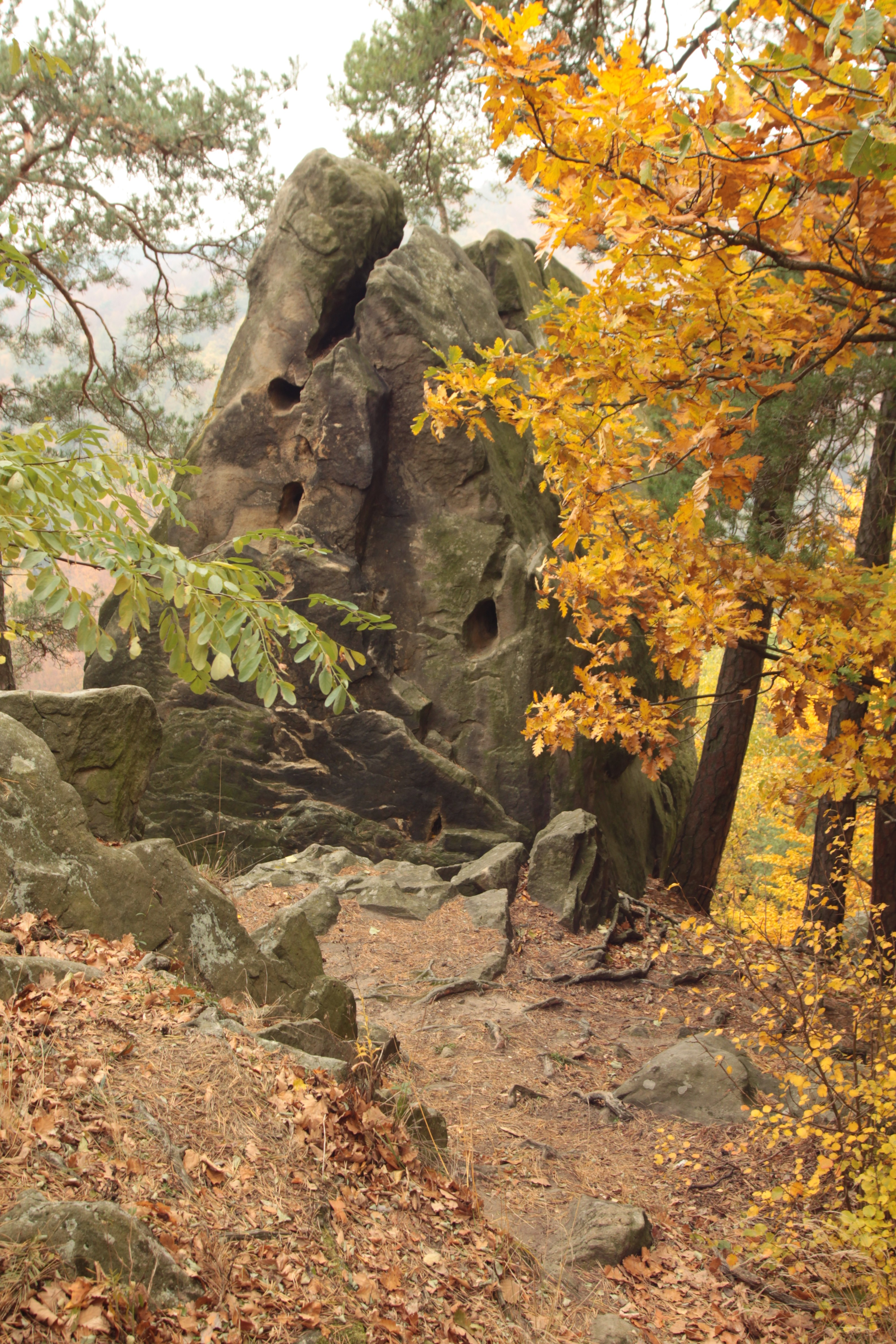
PP Břestecká skála

Co se týče bylinného patra, krom výše zmíněných rostlin se zde nachází se srhou hajní (Dactylis polygama), ostřicí chlupatou (Carex pilosa), kostřavou vláskovitou (Festuca filiformis) lipnicí hajní (Poa nemoralis), na úpatí zahlédneme trsy biky hajní (Luzula luzuloides). V areálu přírodní památky se nachází porůznu zvonek broskvolistý (Campanula persicifolia), kyčelnice cibulkonosná (Dentaria bulbifera), jedovatá konvalinka vonná (Convallaria majalis), svízel vonný (Galium odoratum), černýš hajní (Melampyrum nemorosum), plicník lékařský (Pulmonaria officinalis), rozrazil lékařský (Veronica officinalis), kručinka barvířská (Genista tinctoria), česnáček lékařský (Alliaria petiolata), hrachor černý (Lathyrus niger) a kokořík mnohokvětý (Polygonatum multiflorum). V blízkosti skály se nachází vzácnější druhy jako je česnek šerý horský (Allium senescens subsp. montanum), violka lesní (Viola reichenbachiana), hvozdík kartouzek (Dianthus carthusianorum), rozchodník velký (Hylotelephium maximum), jestřábník chlupáček (Hieracium pilosella), řeřišničník písečný (Cardaminopsis arenosa), janovec metlatý (Cytisus scoparius), silenka nicí (Silene nutans), smolnička obecná (Lychnis viscaria), šťovík menší (Rumex acetosella), konopice sličná (Galeopsis speciosa), jetel alpinský (Trifolium alpestre), ojediněle i křivatec (Gagea sp.), z kapradin osladič obecný (Polypodium vulgare).

### Fauna
Na této lokalitě nebyl dosud proveden podrobný zoologický průzkum. Běžně se zde vyskytují druhy typické pro pohoří Chřiby. Dále zde byly pozorovány i vzácnější druhy zvířat, jako lejsek šedý (Muscicapa striata) a žluva hajní (Oriolus oriolus). Z entomologického hlediska je lokalita významná díky výskytu roháče obecného (Lucanus cervus), kovaříka Limonius poneli a nebo roháče obecného (Lucanus cervus). Navíc je možno zde narazit na zlatohlávka skvostného (Cetonischema aeruginosa), zdobence zelenavého (Gnorimus nobilis), tesaříka pilunu (Prionus coriarius), tesaříky Callimus angulatus, Grammoptera abdominalis, Leptura aurulenta a Cortodera femorata. V neposlední řadě zde můžete ve vhodném ročním období narazit na chrousta opýřeného (Melolontha pectoralis).

## Ohrožení a management

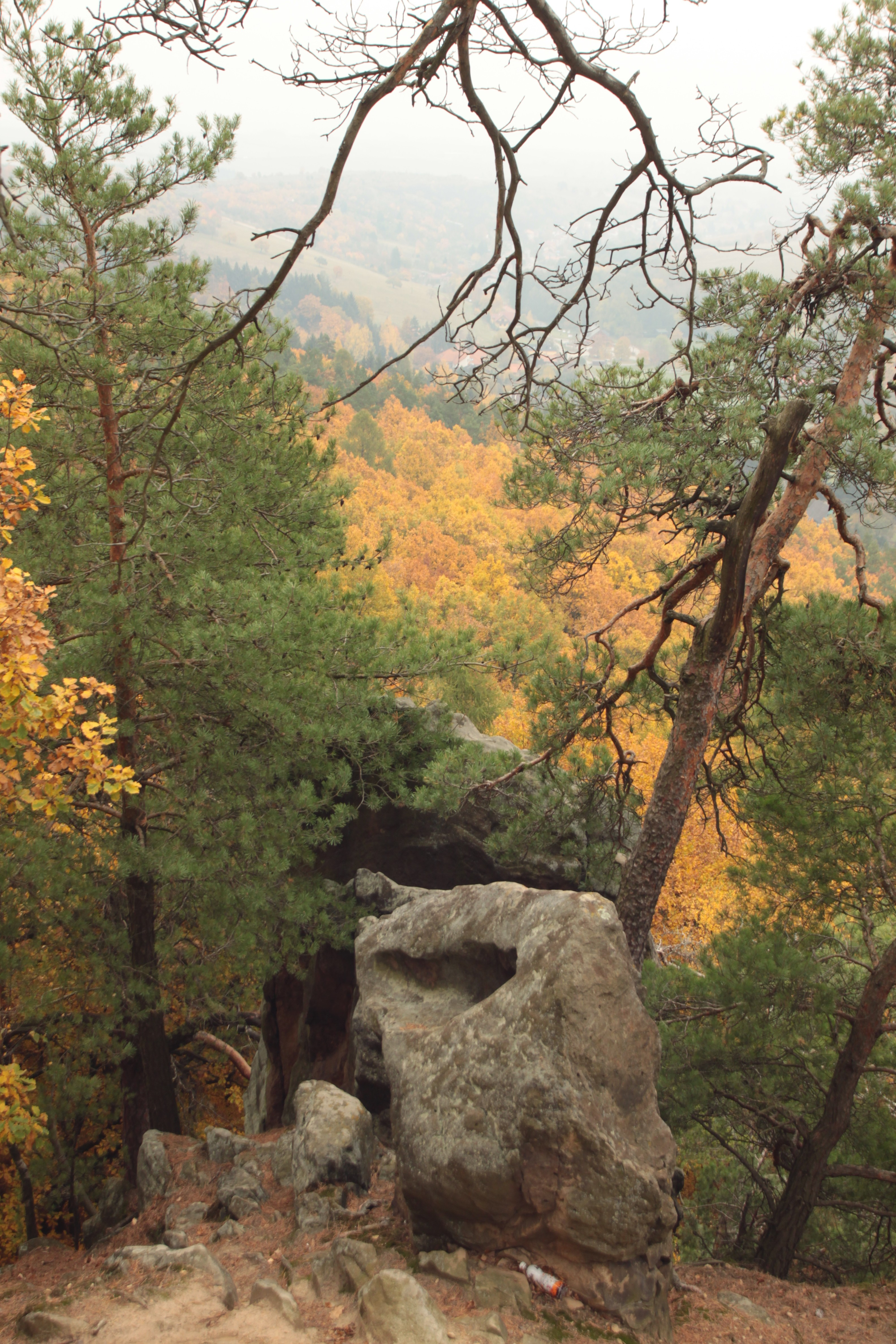
Břestecká skála

V podstatě jediným, ale zato významným ohrožením je sešlap v okolí skály, hlavně ze severní strany, kde vedou turistické značky, ne však stezka. Břestecká skála se nachází v těsné blízkosti hojně navštěvovaných a oblíbených výletních míst a tras, takže je to pro místní známá lokalita pro výhled ze skály na pohoří Chřiby, čímž se zde kříží zájmy turistů a sportovců se zájmy ochranářů. Vlivem absence stezky je v podstatě celý severní svah vydřený, se strhnutými drny a poškozenými semenáčky, byla tu zřízena i nelegální tábořiště a ohniště. Vytváří se zde i stružková vodní eroze. Pod vrcholem se také začíná šířit trnovník akát (Robinia pseudoacacia). Nedoporučuje se také vytváření holosečí, jelikož z těchto míst hrozí nebezpečí pronikání ruderálních a pasečních rostlin. Naplánován je také přechod na bezzásahový režim.

## Galerie

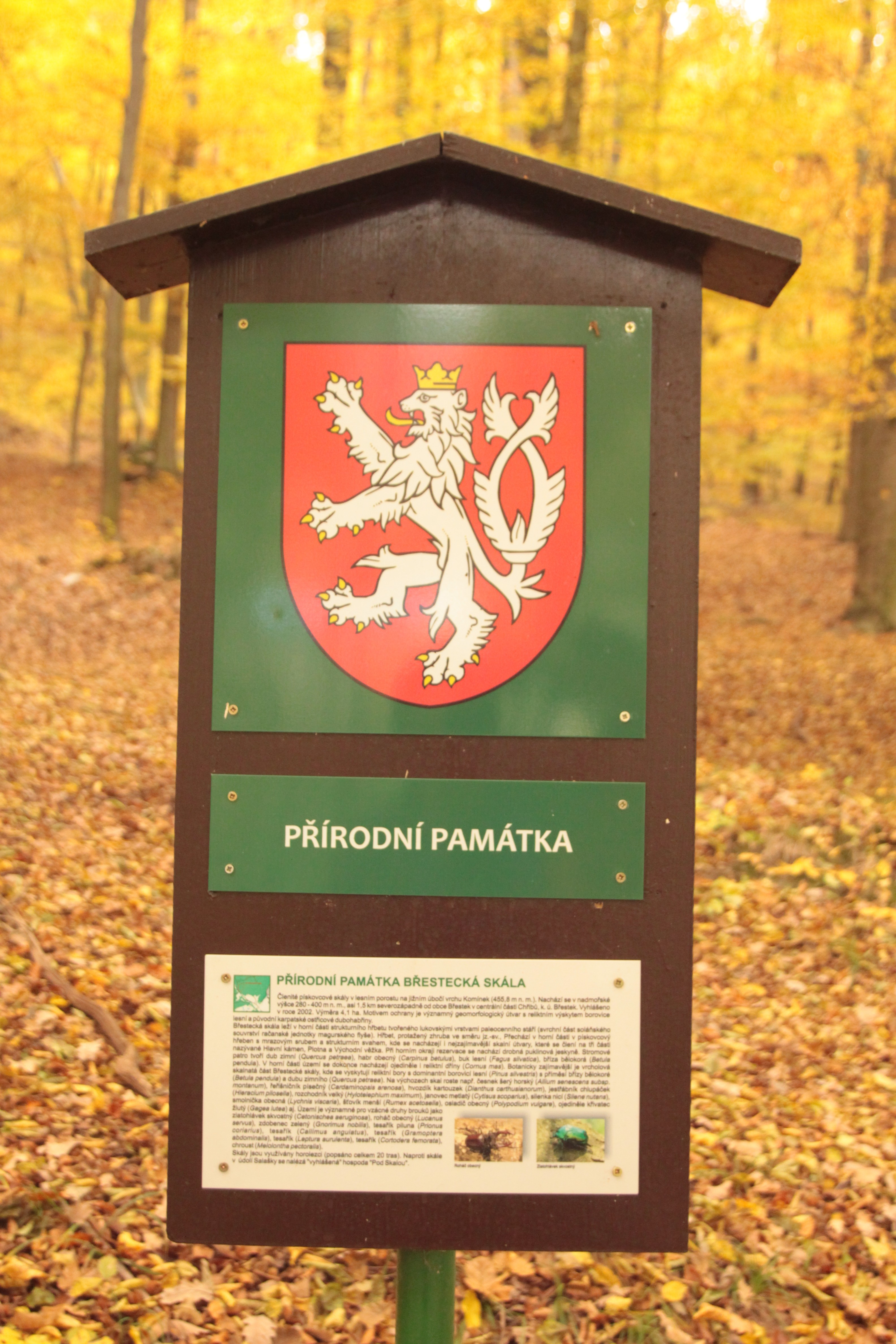
Informační cedule na úpatí kopce
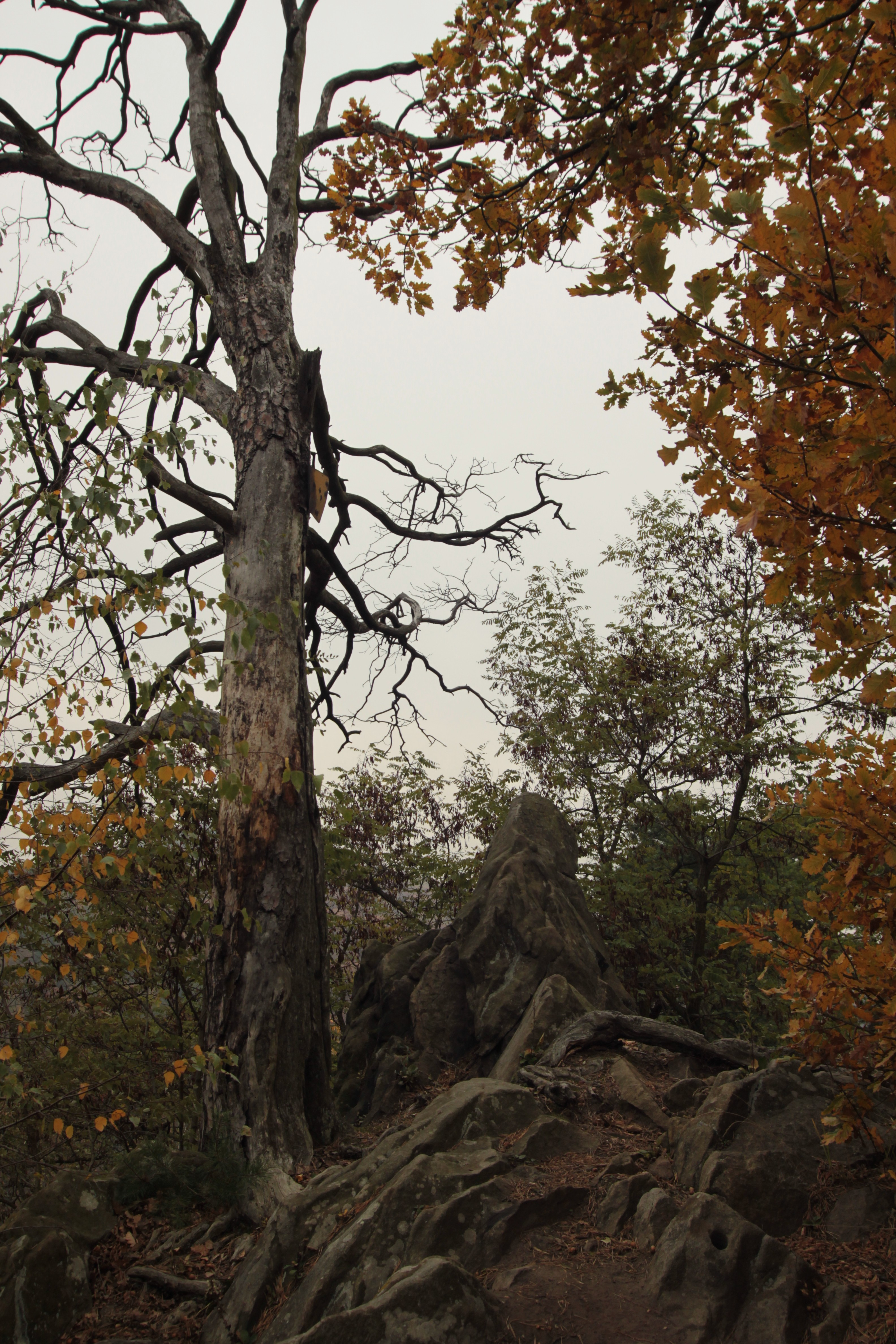
Skalní útvary
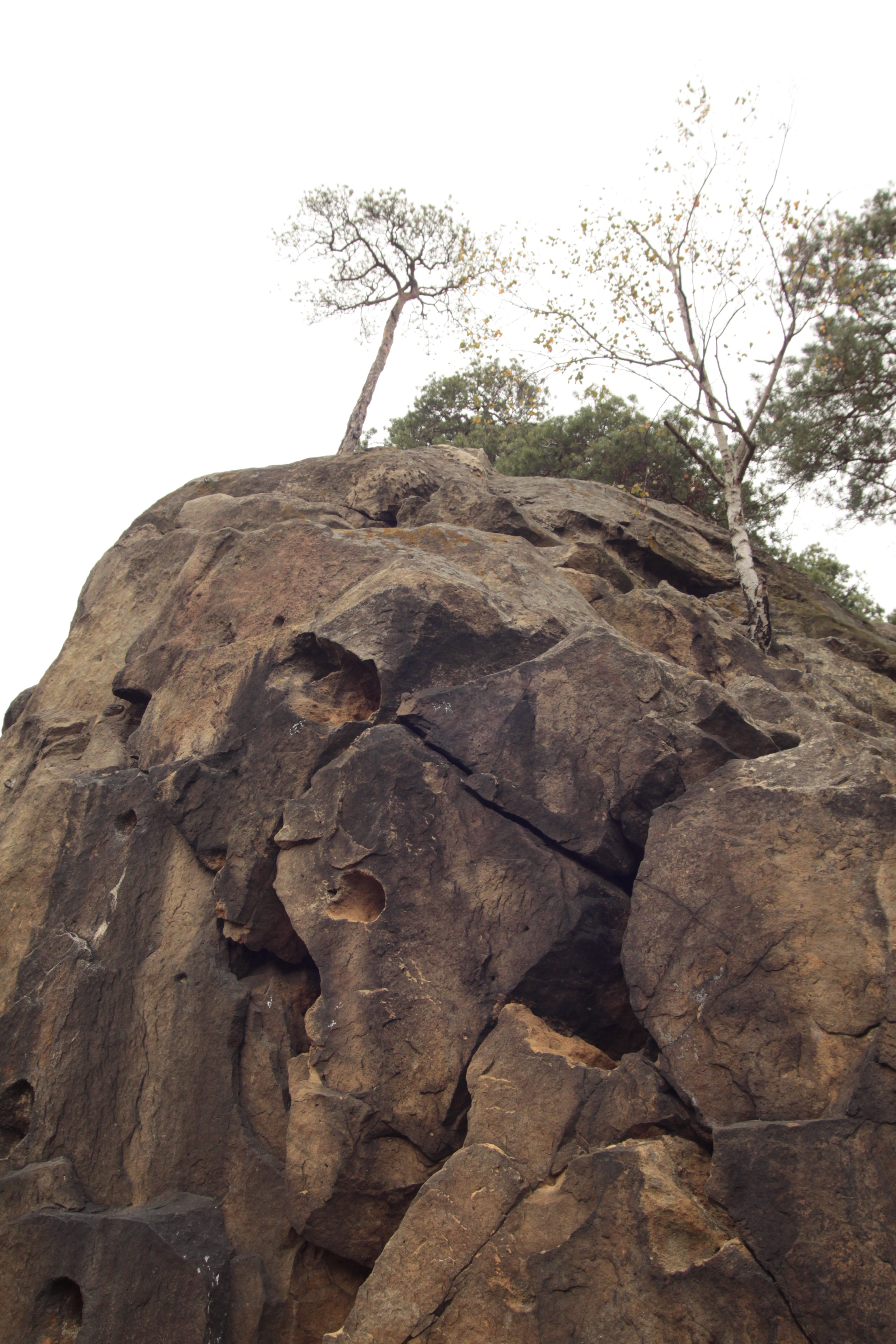
PP Břestecká skála – Hlavní kámen
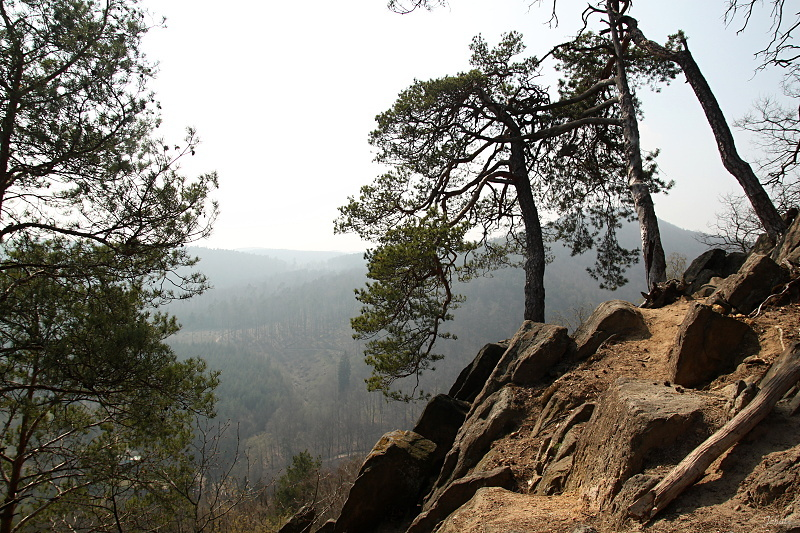
Břestecká skála
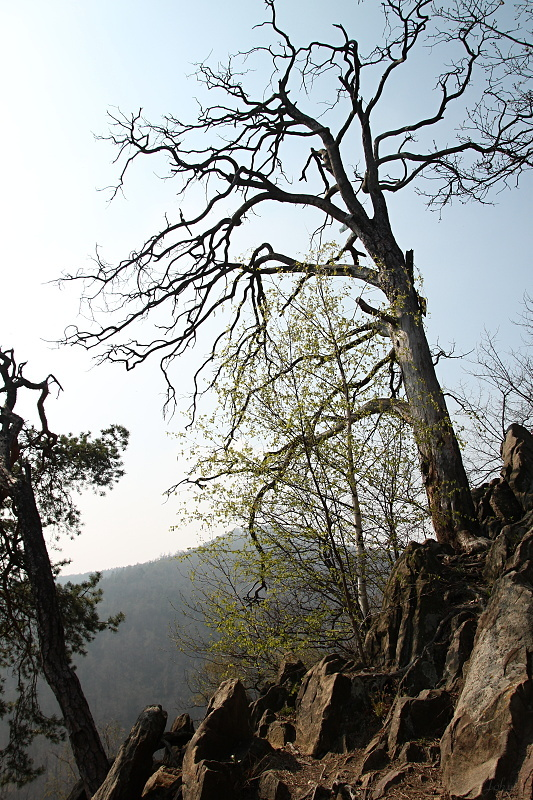
pohled na vrcholek
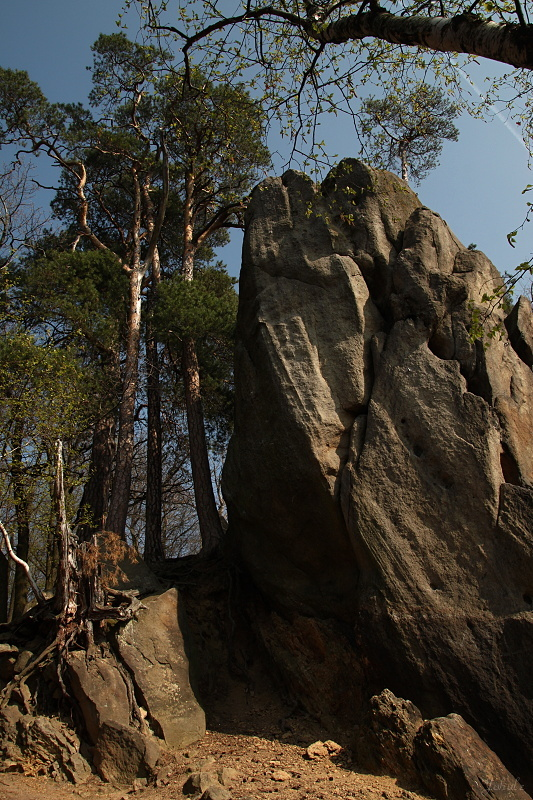
vedlejší skála
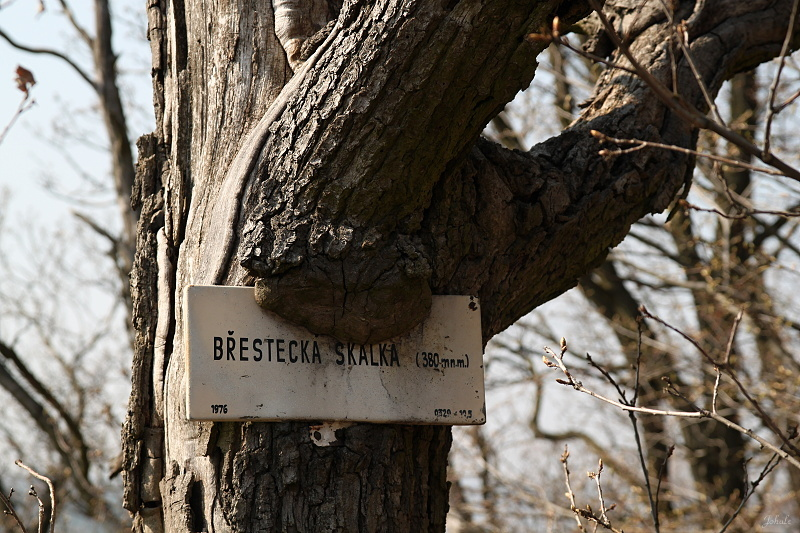
vrcholová cedulka